# Proces diapykniczny
Proces diapykniczny (z greckiego: δια – poprzez) – w oceanografii jest to proces mieszania dwóch cząstek próbnych o różnych gęstościach (najczęściej o różnych gęstościach potencjalnych).